# Malcolm Arnold
Malcolm Henry Arnold, CBE (Northampton, 21 de Outubro de 1921 — Norwich, 23 de Setembro de 2006) foi um compositor e sinfonista inglês. Recebeu o título de CBE em 1970 e de 'Cavaleiro' em 1993.
Malcolm Arnold começou sua carreira tocando trompete profissionalmente, aos trinta anos de idade a sua vida foi dedicada à composição musical. Ele juntamente com Benjamin Britten e William Walton foi considerado um dos mais requisitados compositores da Grã-Bretanha. Seu dom melódico natural deu-lhe a reputação de compositor de música de concerto em trabalhos como o seu conjunto de Danças galesas, inglesas, escocesas, irlandesas e córnicas, e suas partituras para os filmes de St Trinian e Hobson's Choice de 1954.

## Biografia
Nascido em Northampton em 21 de outubro de 1921, Malcolm Arnold foi um dos mais importantes compositores ingleses do século XX. Compôs nove sinfonias, duas óperas, mais de 20 concertos, mas o seu nome ficará para sempre associado ao cinema, tendo escrito temas para 132 filmes.
Entre eles, destaca-se a célebre música que escreveu para A Ponte do rio Kwai, do diretor britânico David Lean, que em 1958 lhe valeu a estatueta dourada da Academia de Artes e Ciências Cinematográficas, tornando-se o primeiro britânico a alcançar a distinção.
O seu agente afirmou à BBC que esta música foi composta em apenas dez dias.
O compositor, que foi distinguido pela rainha Isabel II, em 1993, com o título de Cavaleiro, morreu pouco antes da estreia da sua última composição, o ballet "Os Três Mosqueteiros", em 23 de setembro de 2006.

## Prémios
- Óscar - Banda sonora do filme A ponte do rio Kwai (1957)